# Беликова, Тамара Григорьевна (Герой Социалистического Труда)
Тамара Григорьевна Беликова (р. 1942) — доярка совхоза «Щигровский» Курской области, Герой Социалистического Труда.

## Биография
Родилась 25 марта 1942 года в с. Кулига Щигровского района Курской области.
С 1964 г. жила вместе с мужем в совхозе «Щигровский» (позже назывался ОПК «Вишнёвое»). В 1964—1997 гг. работала дояркой (оператором машинного доения).
Начиная с 1968 года, получала по своей группе надой более 4000 кг на корову. Указом Президиума Верховного Совета СССР от 8 апреля 1971 года награждена орденом Ленина — за особые заслуги в области социалистического строительства.
В 1973 г. от каждой из своих 15 коров надоила по 5 тысяч килограммов молока. В сентябре 1973 года за успехи во Всесоюзном социалистическом соревновании и проявленную трудовую доблесть присвоено звание Героя Социалистического Труда.
Делегат XXV съезд КПСС (1976).
С 1997 г. на пенсии, живёт в с. Вишнёвка Щигровского района.